# Tanki Online
Tanki Online là trò chơi trực tuyến miễn phí nhiều người chơi cùng lúc có thể tham gia cùng 1 màn chơi dựa trên công nghệ Adobe Flash - đã được tạo ra từ giữa năm 2008 bởi AlternativaPlatform, Nga. Đây là một trò chơi chạy trên trình duyệt thuộc thể loại bắn súng góc nhìn thứ ba. Tính đến tháng 2 năm 2013, nó có hơn 20.000.000 người chơi đăng ký. Trò chơi hỗ trợ 3 ngôn ngữ là tiếng Anh, tiếng Nga và tiếng Đức.
Vào đầu năm 2009, trò chơi đã nhận được giải thưởng uy tín КRI Nga năm 2009 trong đề cử "trò chơi tốt nhất mà không có một nhà phát hành" và "Công nghệ tốt nhất". Giải thưởng khác giành được giải thưởng flash năm 2009 trong thể loại: "thành tựu kỹ thuật".

## Cách chơi
Cách chơi của trò chơi này khá đơn giản, bốn nút mũi tên lên xuống sang trái,phải dùng để di chuyển, dấu cách (SPACEBAR) và nút Z,X dùng để xoay tháp pháo bắn đạn vào đối phương đồng thời phải phối hợp với đồng đội (tùy từng chế độ chơi, ví dụ trong chế Teamdeadmatch (TDM),bạn phải phá hủy càng nhiều xe tăng đối phương càng tốt đồng thời phối hợp với đồng đội để giảm tối thiểu số lượng xe tăng ta bị tiêu diệt)

## Phát triển
Tanki Online ra đời khoảng giữa năm 2008 bởi AlternativaPlatform, tại Perm, Nga. Trò chơi đã được sử dụng để giới thiệu công nghệ flash Alternativa3D cho các trang web, được coi là công nghệ tiên tiến vào thời điểm đó.
Trong giai đoạn đầu, các game thủ phải tham gia khó khăn hơn, chế độ chơi cũng đơn điệu hơn, và chỉ được giới hạn trong một vài tháp pháo và vỏ, được rất nhiều ý kiến đối với sự kết hợp nhất định. Sau đó, nhiều vũ khí mới và vỏ được đưa vào một "hạng hai" của các thiết bị, chúng mạnh hơn rất nhiều và sẵn sàng cho một mức giá cao hơn. Lời hứa cho một "Tanki Online 2.0" đã được thực hiện chủ yếu trong năm 2010-2011, mặc dù dự án này sau đó được loại bỏ một bổ sung làm chậm hơn của các tính năng mới trong phiên bản đầu tiên..
Giữa năm 2012, trò chơi đã được cải thiện đáng kể về ý tưởng đồ họa, với bản "cập nhật 1.100.0" mang lại đồ họa chi tiết hơn và sáng sủa hơn để mở đầu một không gian thân thiện hơn và thực tế hơn. Kiểm soát điểm cũng đã được giới thiệu. Trong vài tháng sau, thử nghiệm của phiên bản "114" đã được hoàn tất, và tất cả các thiết bị trong nhà để xe đã được cân đối lại để tất cả thay đổi bằng tương tự về sức mạnh. Một lớp sơn mới cũng được thêm vào. Tái cân bằng này vẫn có hiệu lực đến nay, mặc dù tinh chỉnh thông số kỹ thuật chính xác của thiết bị vẫn đang được chỉnh sửa.
Sự phát triển tiếp theo của Tanki Online đã gây sự chú ý tới Adobe Systems, và các công ty đã cùng nhau sử dụng các trò chơi để thúc đẩy các khả năng 3D của Flash.

## Đường dẫn ngoài
- Trang chủ và máy chủ game
- Công nghệ Alternativa3D (tiếng Anh)
- http://bestwebmagazine.com/2010/06/12/fight-it-out-at-tanki-online/ Lưu trữ ngày 23 tháng 3 năm 2012 tại Wayback Machine
- Game Forum